# ماسون فيلبس
ماسون فيلبس (بالإنجليزية: Mason Phelps)‏ هو لاعب غولف أمريكي، ولد في 7 ديسمبر 1885 في شيكاغو في الولايات المتحدة، وتوفي في 2 سبتمبر 1945 في ليك فورست في الولايات المتحدة.

## وصلات خارجية
- ماسون فيلبس على موقع أوليمبيديا (الإنجليزية)